# Peeter Olesk
Peeter Olesk (Põlva, 22 de abril de 1993) es un deportista estonio que compite en tiro, en la modalidad de pistola.
Ganó dos medallas en el Campeonato Mundial de Tiro, en los años 2022 y 2023, y cuatro medallas en el Campeonato Europeo de Tiro entre los años 2017 y 2022.

## Palmarés internacional
| Campeonato Mundial | Campeonato Mundial  | Campeonato Mundial | Campeonato Mundial           |
| Año                | Lugar               | Medalla            | Prueba                       |
| ------------------ | ------------------- | ------------------ | ---------------------------- |
| 2022               | El Cairo (Egipto)   | Medalla de bronce  | Pistola de fuego 25 m        |
| 2023               | Bakú (Azerbaiyán)   | Medalla de plata   | Pistola de fuego 25 m        |
| Campeonato Europeo |                     |                    |                              |
| Año                | Lugar               | Medalla            | Prueba                       |
| 2017               | Bakú (Azerbaiyán)   | Medalla de plata   | Pistola rápida de fuego 25 m |
| 2017               | Bakú (Azerbaiyán)   | Medalla de bronce  | Pistola de fuego 25 m        |
| 2021               | Osijek (Croacia)    | Medalla de oro     | Pistola de fuego 25 m        |
| 2022               | Breslavia (Polonia) | Medalla de bronce  | Pistola de fuego 25 m        |